# 漢靜陵
静陵，是中国东汉皇帝汉质帝的陵园，位于河南省洛阳市东南。
汉冲帝永嘉元年（145年）正月廿五，汉质帝即位。汉质帝本初元年（146年）闰六月初一，汉质帝驾崩。七月初二，汉质帝葬在洛阳东南三十里。山方一百三十六步，高五丈五尺。为寝殿行马四出，门、园寺吏在殿北，堤封田十二顷五十四亩。2008年，作为皇陵南兆域的一部分入选第五批河南省文物保护单位。2013年5月，作为洛南东汉帝陵的一部分被国务院核定公布为第七批全国重点文物保护单位。